# Entyloma matricariae
Entyloma matricariae är en svampart som beskrevs av Rostr. 1884. Entyloma matricariae ingår i släktet Entyloma och familjen Entylomataceae.   Inga underarter finns listade i Catalogue of Life.